# Melanoscia thiaucourti
Melanoscia thiaucourti là một loài bướm đêm trong họ Geometridae.